# 浜田一夫
浜田 一夫（はまだ かずお、1963年〈昭和38年〉6月20日 - ）は、愛知県豊田市出身の元プロ野球選手（投手・右投右打）。
愛知高校時代は同期の工藤公康・槙原寛己とともに「愛知三羽烏」として名を馳せ、1981年のプロ野球ドラフト会議で地元・愛知県に本拠地を置く中日ドラゴンズから2位指名を受けて入団。「未来のエース」として期待されたが、プロ入り後は1勝もできず、1987年限りで中日を退団した。

## 来歴

### プロ入り前
トヨタ自動車の社員である父親と、熊本家政高校時代に200 m走で活躍した母親の間に生まれた。豊田市立堤小学校・豊田市立高岡中学校出身。中学時代は捕手だったが、愛知高校1年生の時（1979年）に強肩を生かして投手へ転向。
高校時代は球威はあったが、制球力に難があり、3年間で大会優勝経験・甲子園への出場経験はなかった。2年生時（1980年）には夏の愛知県大会でベスト4まで進出した が、準々決勝で敗退した。同年冬には制球難を克服するため、1日2 - 3時間の走り込みを行っていた。3年生の夏（1981年）には愛知県大会予選（愛知県立成章高校戦）で延長18イニングを投げ、140 km/h台の速球を主体に18奪三振・4被安打に抑えた。その際にも球威は衰えておらず、本人も「このスタミナならプロでもやっていける」と自信を持つようになった。しかし、この大会では工藤公康（名古屋電気高校）に投げ負け、甲子園への出場はならなかった。
中央球界では全くの無名選手ではあったが、地肩・球威の強さを高く評価され、中日ドラゴンズは1981年のプロ野球ドラフト会議を前に、浜田を同じ「三羽烏」の工藤・槙原寛己（愛知県立大府高校）や、尾上旭（中央大学）、津田（協和醗酵）とともに1位指名候補として検討していた。結局、当時のチーム事情から「指名選手6人は投手3人・捕手1人・内野手2人。1位は即戦力の内野手か投手」と決まり、最終的には尾上を1位指名。2位以下で浜田・工藤・槙原らの指名を予想していたが、浜田を「将来性を含めた準即戦力」として2位で指名した。なお、ドラフト会議前には国鉄名古屋への就職が内定しており、本人は「中日は小さいころから好きな球団で、指名順位に関係なく入団したい。もし中日以外の球団から指名された場合は国鉄名古屋へ行く。中日から指名されたら、2, 3年は二軍で勉強したい」と表明していた。
なお槙原は、ドラフト会議前に「好きな球団は中日。中日か在京球団に入団したい」と表明していたが、担当スカウト・法元英明からは「即戦力ではない」と評価され、中日ではなく読売ジャイアンツ（巨人）から1位で指名された。また工藤はドラフト会議直前に「プロには行かない。熊谷組に入る」と宣言していた が、西武ライオンズから6位で指名を受け、入団している。

### プロ入り後
1年目（1982年）の年俸は300万円（契約金3,000万円）で、背番号は51。入団後は重い速球・シュートを武器に、毎年のように一軍で活躍することを期待されたが、工藤・槙原ら同期の活躍に取り残された。
プロ2年目の1983年には、二軍（ウエスタン・リーグ）でチーム最多の9勝を挙げ、リーグ最高勝率に輝いた。また、3年目の1984年には一軍でプロ初登板を含め、7試合9イニングに登板。1985年には二軍で101イニングを投げ、20試合登板・6勝6敗2セーブ（防御率2.67・リーグ投手成績5位）の成績を残した。1987年には一軍で1試合に登板したが、同年限りで中日を退団。NPBでは通算8試合登板・0勝（防御率6.30・投球回10イニング）に終わった。
1988年は韓国プロ野球（KBOリーグ）の太平洋ドルフィンズに入団。入団後は新浦壽夫はのようにNPB復帰を志していた。登録名は金 一夫（キム・イルブ、김일부）だったが、わずか2勝にとどまり、1年で退団した。

## 選手としての特徴
ドラフト当時の担当スカウトだった法元英明は、無名時代から浜田に着目して「若くて活きが良く、スタミナのある本格派投手。粗削りだが、2，3年鍛えれば良い投手になる」「（当時、中日に在籍していた）鈴木孝政とタイプが似ており、槙原に勝るとも劣らない力がある」と評価していた。また、近藤貞雄監督も「（浜田を）一目見て、『予想以上の才能の持ち主だ』と直感した。体つきから球質が重くて速い剛速球タイプだ。近い将来に中日のエースになれる」と高く評価していた。

## 人物
愛知高校時代には毎日、豊田市内の実家から2時間半かけて高校に通学していた。プロ入り前には『中日スポーツ』（中日球団の親会社である中日新聞社が発行）の記者からの取材に対し、「好きなプロ野球球団は中日、好きなプロ野球選手は星野仙一（中日）」と回答していた ほか、入団内定直後には当時、中日で速球派投手として活躍していた小松辰雄を目標に挙げていた。
また入団会見では、同じく「三羽烏」とうたわれていた槙原・工藤について、「2人とも素晴らしい投手だが、負けたくない」と述べていた ほか、中日球団社長・堀田一郎も「『愛知三羽烏』は3人全員欲しかったが、ドラフト制がある以上無理なので、スカウトに調べさせたところ、『浜田が一番』と自信ある意見が返ってきた」と述べている。
中日は「3人の中で一番即戦力に近い」として浜田を指名したが、浜田はプロでは活躍できなかった 一方、工藤・槙原はともにNPBで通算150勝以上を挙げた。特に巨人に入団した槙原は、ナゴヤ球場（中日の本拠地）で開催される中日戦で好投していたため、中日球団および親会社である中日新聞社に対し、中日ファンからの怒りの電話が殺到するようになった。このため、中日は1993年オフにフリーエージェント (FA)の権利を取得した槙原を獲得しようとしたが、槙原は最終的に巨人に残留している。

## 詳細成績

### 年度別投手成績
| 年 度    | 球 団    | 登 板 | 先 発 | 完 投 | 完 封 | 無 四 球 | 勝 利 | 敗 戦 | セ 丨 ブ | ホ 丨 ル ド | 勝 率 | 打 者 | 投 球 回 | 被 安 打 | 被 本 塁 打 | 与 四 球 | 敬 遠 | 与 死 球 | 奪 三 振 | 暴 投 | ボ 丨 ク | 失 点 | 自 責 点 | 防 御 率 | W H I P |
| -------- | -------- | ----- | ----- | ----- | ----- | -------- | ----- | ----- | -------- | ----------- | ----- | ----- | -------- | -------- | ----------- | -------- | ----- | -------- | -------- | ----- | -------- | ----- | -------- | -------- | ------- |
| 1984     | 中日     | 7     | 0     | 0     | 0     | 0        | 0     | 0     | 0        | --          | ----  | 40    | 9.0      | 7        | 2           | 7        | 0     | 0        | 10       | 0     | 0        | 7     | 6        | 8.71     | 2.03    |
| 1987     | 中日     | 1     | 0     | 0     | 0     | 0        | 0     | 0     | 0        | --          | ----  | 6     | 1.0      | 2        | 0           | 1        | 0     | 0        | 3        | 0     | 0        | 1     | 1        | 9.00     | 2.00    |
| 1988     | 太平洋   | 23    | 7     | 0     | 0     | 0        | 2     | 4     | 2        | --          | 0.333 | 312   | 72.0     | 70       | 10          | 34       | 1     | 7        | 39       |       |          | 38    | 35       | 4.38     | 1.44    |
| NPB：2年 | NPB：2年 | 8     | 0     | 0     | 0     | 0        | 0     | 0     | 0        | --          | ----  | 46    | 10.0     | 9        | 2           | 8        | 0     | 0        | 13       | 0     | 0        | 8     | 7        | 4.83     | 1.43    |
| KBO：1年 | KBO：1年 | 23    | 7     | 0     | 0     | 0        | 2     | 4     | 2        | --          | 0.333 | 312   | 72.0     | 70       | 10          | 34       | 1     | 7        | 39       |       |          | 38    | 35       | 4.38     | 1.44    |

### 表彰
NPB
- ウエスタン・リーグ最高勝率 （1983年）[27]

### 記録
NPB
- 初登板：1984年8月4日、対広島東洋カープ戦（広島市民球場）[6] 17回戦、8回裏に6番手で救援登板、1回無失点[36]

### 背番号
- 51 （1982年 - 1987年）
- 19 （1988年）

### 登録名
- 浜田 一夫 （はまだ かずお、1982年 - 1987年）
- 金 一夫 （キム・イルブ、김일부、1988年）